# Dorrit Kleimert
Dorrit Kleimert, född 23 maj 1938 i Stockholm, död 20 juni 2018, var en svensk operasångare (sopran).
Kleimert tog musiklärarexamen 1964 och studerade vid Operaskolan och Musikhögskolan i Stockholm 1957–1967. Hon debuterade 1965 som Antonia i Hoffmans äventyr i Växjö och på Kungliga Teatern som Micaëla i Carmen 1966 och anställdes där samma år. Bland hennes roller kan nämnas Eurydike, Pamina i Trollflöjten, Mimì i La Bohème, Liù i Turandot och Amanda i Werles Tintomara. Hon pensionerades från Operan 1990.
Hon tilldelades Jussi Björlingstipendiet 1973. 

## Filmografi
- 1990 – Kronbruden